# Elchin Azizov
Elchin Yashar oglu Azizov (en azerí: Elçin Yaşar oğlu Əzizov; Bakú, 13 de agosto de 1975) es un cantante de ópera y actor de Azerbaiyán y solista del Teatro Bolshói desde 2008.

## Biografía

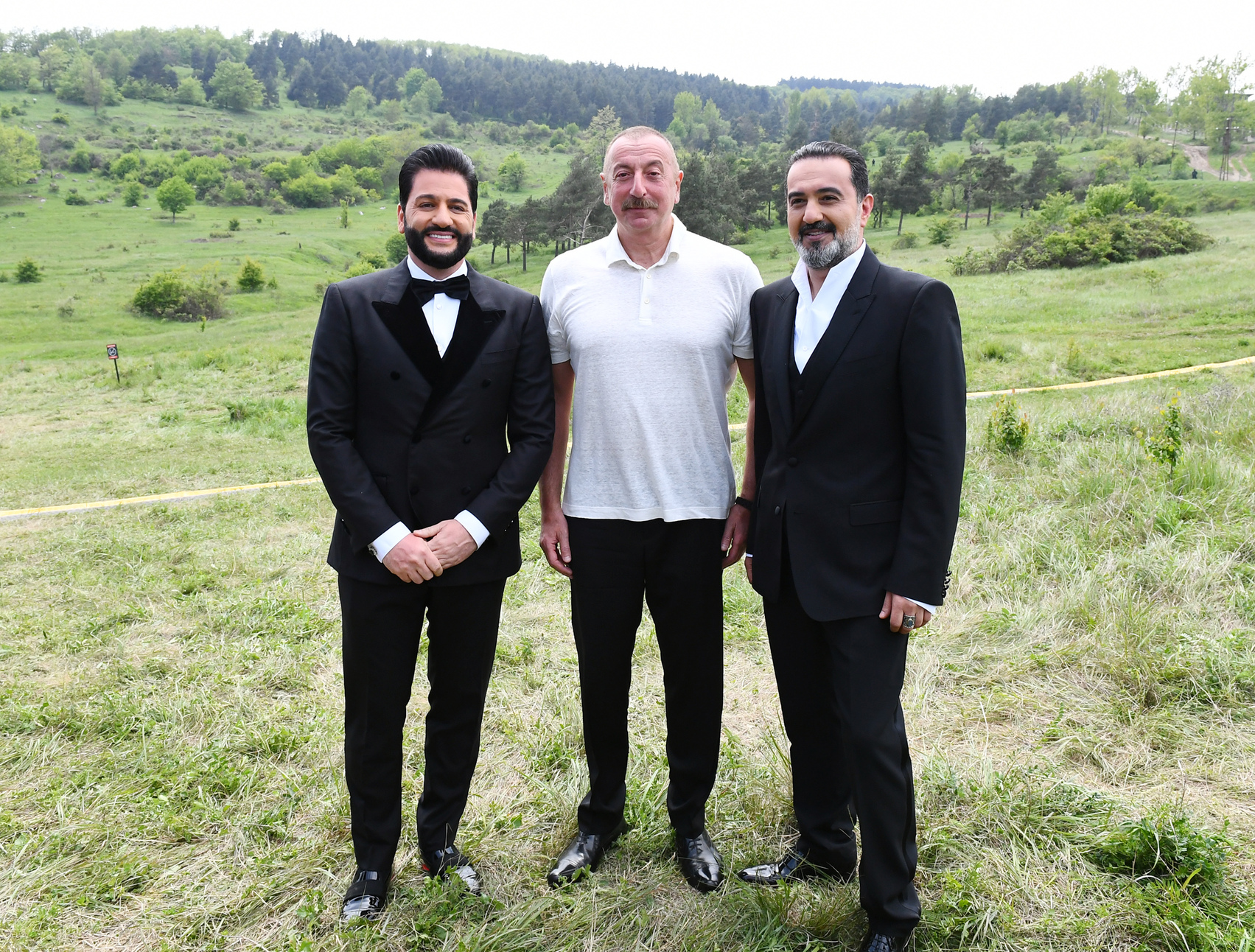
Presidente de Azerbaiyán, Ilham Aliyev, Yusif Eyvazov y Elchin Azizov en el Festival de música "Kharibulbul" en Shusha

Elchin Azizov nació el 13 de agosto de 1975 en Bakú.
En 1993 ingrasó en la Universidad Estatal de Cultura y Arte de Azerbaiyán y se graduó de la universidad como director de cine en 1997. Continuó su educación en la Academia de Música de Bakú y Mozarteum en la ciudad de Salzburgo. En 2007 fue solista del Centro de Ópera de Galina Vishnévskaya. 
Elchin Azizov es solista del Teatro Bolshói desde 2008. Realizó giras por Moscú, Yaroslavl, Arcángel, Viena, Salzburgo, Milán, París, Rabat (Marruecos), Washington, Montecarlo. También participó en el Festival Internacional de Mstislav Rostropóvich en Bakú (2007, 2008, 2009). En 2009 cantó el papel principal en la ópera Eugenio Oneguin en el Teatro Mijáilovski de San Petersburgo. 
Actuó como Escamillo en Carmen de Georges Bizet, Ibn-Hakia en Iolanta de Piotr Ilich Chaikovski, Leandro en El amor de las tres naranjas de Serguéi Prokófiev y Doctor Falke en El murciélago de Johann Strauss.

## Filmografía
- 2005 – “Turista”
- 2007 – “En el Cáucaso”
- 2007 – “El Cáucaso”

## Premios y títulos
- Artista de Honor de Azerbaiyán (2011)[5]
- Artista del pueblo de la República de Azerbaiyán (2018)[6]